# Bitwa pod Tinchebray
Bitwa pod Tinchebray – bitwa pomiędzy siłami króla angielskiego Henryka I a wojskami Roberta II, księcia Normandii, która odbyła się w 1106 roku.
W roku 1101 doszło do sporu o koronę angielską pomiędzy Henrykiem I a jego powracającym z krucjaty bratem Robertem II, wspieranym przez Normanów. Ostatecznie spór zakończyło porozumienie pomiędzy obiema stronami, w wyniku którego Robert II otrzymał kilka posiadłości w Normandii oraz roczną rentę. W roku 1105 Henryk udał się ze swoimi siłami do Normandii, zajmując miasta Caen oraz Bayeux i rozprawiając się z miejscowymi baronami, którzy poparli wcześniej Roberta. W roku następnym doszło do kolejnej wyprawy Henryka na Normandię, w wyniku której zajęto hrabstwo Évreux i rozpoczęto oblężenie zamku w Tinchebray. Na pomoc obleganym przybył wówczas na czele pięciu hufców rycerskich Robert II z wasalami; do bitwy doszło 28 września.
Armia Henryka zorganizowana była w trzy grupy (raczej niespotykane w tym okresie), w odwodzie miał dodatkową rezerwę umieszczoną na skrzydle, niewidoczną dla przeciwnika. Henryk rozkazał, aby większość jego rycerzy walczyła nie jak zazwyczaj konno, ale pieszo. Siły Roberta zaatakowały frontalnie centralną grupę wojsk Henryka i w czasie bitwy, która trwała tylko około godziny, decydujący stał się atak trzymanych w rezerwie rycerzy Henryka.
Bitwa zakończyła się zwycięstwem wojsk Henryka I. W bitwie poległo wielu rycerzy normandzkich, a 400 wraz z Robertem II, wzięto do niewoli. Po tym zwycięstwie Roberta umieszczono w areszcie, a Normandię Henryk przyłączył do Anglii.